# Naga Pita.
Naga Pita. is een bestuurslaag in het regentschap Pematang Siantar van de provincie Noord-Sumatra, Indonesië. Naga Pita. telt 9526 inwoners (volkstelling 2010).